# إيفا غوميز
إيفا غوميز (بالإسبانية: Eva Gómez) هي مذيعة وصحفية إسبانية وتشيلية، ولدت في 30 يونيو 1971 في إشبيلية في إسبانيا.

## وصلات خارجية
- إيفا غوميز على موقع IMDb (الإنجليزية)
- إيفا غوميز على موقع قاعدة بيانات الفيلم (الإنجليزية)